# Bye Bye Baby (film)
Bye Bye Baby is een Italiaanse romantische komedie uit 1988 geregisseerd door Enrico Oldoini. De film werd geproduceerd door International Dean Film en wordt gedistribueerd door United International Pictures.

## Synopsis
Sandra en Paolo, een koppel uit Milaan, gaan op vakantie naar Mauritius. Daar raken ze verwikkeld in een reeks buitenechtelijke affaires, verzoeningen, escapades en uiteindelijk een scheiding. Sandra begint een relatie met dokter Marcello, Paolo valt voor Lisa, een professionele kegelbiljart-speelster.

## Rolverdeling
| Acteur           | Personage |
| ---------------- | --------- |
| Carol Alt        | Sandra    |
| Luca Barbareschi | Paolo     |
| Brigitte Nielsen | Lisa      |
| Jason Connery    | Marcello  |

## Prijs
| Westrijd                     | Categorie         | Ontvanger(s)     | Resultaat   | Ref.  |
| ---------------------------- | ----------------- | ---------------- | ----------- | ----- |
| Golden Raspberry Awards 1989 | Slechtste actrice | Brigitte Nielsen | Genomineerd | [ 3 ] |